# International Superstar Soccer 3
International Superstar Soccer 3 (skraćeno: ISS 3, često zvan ISS Pro Evolution 3) nogometna je videoigra iz International Superstar Soccer serijala japanske tvrtke Konami.
Izašla je 2003. godine za PlayStation 2, Gamecube i po prvi put za osobna računala. ISS 3 je posljednja igra iz serijala.